# Hermippus cruciatus
Hermippus cruciatus är en spindelart som beskrevs av Simon 1905. Hermippus cruciatus ingår i släktet Hermippus och familjen Zodariidae. Inga underarter finns listade i Catalogue of Life.